# La nascita del fascismo
La nascita del fascismo è un libro di Ugo Fedeli pubblicato nel 1971, che racconta la nascita del fascismo, vista da un punto di vista anarco-socialista.

## Contenuto
Essendo l'autore un militante anarchico, transfuga durante il periodo fascista, la sua visione della nascita del fascismo riflette la sua estrazione culturale e politica. Il saggio analizza i prodromi, che per l'autore risalgono alla seconda metà del XIX secolo, e l'evoluzione del fenomeno parallelamente allo svolgersi dei fatti che portarono all'ascesa politica di Benito Mussolini dapprima in seno al partito socialista italiano e poi dopo la sua uscita in seguito alla svolta interventista del 1915.

## Edizioni
- La nascita del fascismo, Catania, Underground La Fiaccole, 1971,  p. 203.